# Consell Reial Consultiu pels Afers del Sàhara
El Consell Reial Consultiu pels Afers del Sàhara (CORCAS; àrab: المجلس الملكي الاستشاري للشؤون الصحراوية, al-Majlis al-Malikī al-Istixārī li-x-Xuʾūn aṣ-Ṣaḥrāwiyya; francès: Conseil royal consultatif pour les affaires sahariennes) és un comitè assessor del govern del Marroc al Sàhara occidental. Va ser ideat pel rei del Marroc, Hassan II en la dècada de 1970, però no va entrar en funcionament. Fou restablert pel seu fill, Mohammed VI a principis de 2006, després d'un nou pla d'autonomia dissenyat per reemplaçar el Pla Baker de les Nacions Unides. El pla d'autonomia és rebutjat pel Front Polisario, que exigeix que es dugi a terme un referèndum per complir amb les resolucions de les Nacions Unides.

## Missió

### Objectiu polític
El CORCAS es concep com un òrgan de consulta de propostes relacionades amb el que el Marroc anomena les seves províncies del sud, sinó també per defensar l'annexió al regne del Sàhara Occidental en els mitjans i a l'estranger. El Consell també té per objecte facilitar el diàleg amb els sahrauís en els campaments de refugiats de  Tindouf, Algèria.

### Objectiu econòmic i social
El consell és encarregat d'assegurar el desenvolupament humà, econòmic i social de les anomenades províncies del Sàhara Occidental en coordinació amb totes les institucions nacionals o locals del Marroc, públiques o privades i suggerir accions per preservar i promoure la diversitat cultural, lingüística i artístic (Hassani). El consell també és responsable de proposar mesures específiques per assegurar als joves un futur pròsper i assegurar la millora de la condició de la dona sahrauí i la seva integració en tots els camps.

## Cos consultiu

### President
El President del CORCAS és el portaveu oficial del consell i l'interlocutor oficial vis-a-vis de les autoritats i organismes públics i institucions internacionals. Quan es consideri necessari delegar algunes d'aquestes facultats als membres del Consell, ha d'obtenir l'aprovació del rei.
El Consell està presidit per Khalihenna Ould Errachid, antic cap del Partit de la Unió Nacional Sahariana (PUNS).

### Membres
El CORCAS és compost de 141 membres (d'ells 14 dones) originaris de les tribus sahrauis, i entre ells hi ha ex-responsables del front Polisario que es va unir al Marroc. Els membres de la Mesa són elegits al començament de cada any entre els membres del consell amb un poder de deliberació. El president és nomenat pel rei i té un mandat de quatre anys al capdavant del consell.
El consell també inclou :
- Tots els membres que han estat escollits per les respectives tribus dependents de la junta anterior;
- Els líders de les tribus sahrauís (Chiujs);
- Els membres de les associacions de la societat civil i les organitzacions juvenils;
- Representants del Sàhara dels nacionals residents a l'exterior i dels refugiats de Tinduf.

També estan cridats a seure com a membres en qualitat d'assessors: els representants de les autoritats governamentals responsables dels afers interiors i exteriors, valís i governadors provincials, el director de l'Agència promoció i desenvolupament i els directors dels centres regionals d'inversió.

## El Pla d'autonomia
El pla d'autonomia proposat pel Marroc a l'ONU és vist com una solució "realiste, serena, i viable" per sortir de l'estancament de la qüestió del Sàhara. És el resultat de les consultes entre els sahrauís dins el Consell Reial Consultiu pels Afers del Sàhara (CORCAS). Aquest últim, que té en compte en la seva composició totes les tribus del Sàhara, ha establert un pla de treball presentat al sobirà, amb la fi de preparar un projecte d'autonomia que tingui en compte les especifitats culturals, històriques i econòmiques de les províncies al sud. És en consulta amb totes les parts interessades que el Regne del Marroc, arran d'una iniciativa reial, presenta el projecte d'autonomia del Sàhara. No contempla la independència d'aquest territori.
El pla d'autonomia proposat pel regne del Marroc a l'ONU per posar fi al conflicte del Sàhara té diversos pilars que garanteixen el reconeixement de les especificitats de les províncies del sud del regne. De fet, el credo del pla d'autonomia podria ser "pensa globalment, actua localment".
A nivell global prevu la creació d'un comissari del Govern que tindrà la tasca de vetllar pels elements de sobirania: la seguretat, la cooperació internacional i de relacions exteriors, Imarat al Muminin (funció de rei del Marroc com a líder religiós dels creients), el sistema judicial. A nivell local, les competències transferides al futur parlament sahrauí tindran un impacte directe en el desenvolupament de les províncies i el model de creixement que volen adoptar en el turisme, la pesca, l'agricultura, la pesca o la inversió.
Aquesta autonomia de gestió s'expressa també en l'àmbit legal amb la creació de tribunals per decidir sobre qüestions locals i conflictes derivats de les regulacions establertes per la institució regional. Per tal de respectar els equilibris, la solidaritat nacional es desplegarà per donar suport les províncies del sud, sense interferir amb el model de desenvolupament econòmic elegit per l'òrgan de govern de l'autonomia.
En aquest sentit el Parlament regional escollirà un cap de govern, instal·lat pel sobirà i, per tant, representarà l'estat marroquí a la regió. Es demanarà a les poblacions de les províncies del sud que de forma democràtica ratifiquin el projecte d'autonomia a través d'un referèndum local. A nivell nacional, tenint en compte la necessitat de reformar la Constitució per incloure el concepte d'autonomia, tot el poble marroquí també serà consultat en referèndum. El text íntegre del projecte, així com la carta enviada per l'ambaixador El Mostapha Sahel s'inclou a la pàgina oficial del pla d'autonomia- 
Aquest pla ha estat rebutjat categòricament per la RASD.

## Crítiques
En 2008 el cap del CORCAS i antic líder del PUNS Khalihenna Ould Errachid va declarar:
"Alguns oficials de l'exèrcit marroquí ha comès el que podria anomenar-se crims de guerra contra presoners fora de l'abast de la guerra .... Molts civils van ser llançats a l'espai des d'helicòpters o enterrats vius simplement per ser sahrauís."
En una entrevista al setmanari marroquí independent Le Journal Hebdomadaire el membre del CORCAS El Houcine Baida, presumpte ex víctima de violacions dels drets humans per part del Polisario i cap de l'Associació de víctimes Sahrauís de la Repressió en els Campaments de Tindouf, com a president de la Comissió de drets humans del CORCAS, es va queixar de la manca d'abordar les qüestions de drets humans, i sobre la forma en que el president Khalihenna Ould Errachid dirigeix el Consell. En la seva opinió, les accions del país al Sàhara Occidental estan alienant els sahrauis i, per tant, podria empènyer a més joves cap al que ell defineix com a "separatisme". Va afirmar, a més, que a la majoria dels membres de l'organització no se'ls va permetre cap coneixement del pla d'autonomia del govern - que eren suposadament responsable de la redacció - i que el president del CORCAS Khalihenna Ould Errachid tracta els afers del consell despòticament, com "un nou Franco".